# Jump for Glory
Jump for Glory é um filme de drama produzido nos Estados Unidos e lançado em 1937. Foi baseado em um romance de Gordon McDonnell.